# 江上里駅
江上里駅（カンサンニえき）は朝鮮民主主義人民共和国咸鏡南道琴湖地区に位置する朝鮮民主主義人民共和国鉄道省平羅線の駅である。

## 歴史
- 1925年11月1日：義湖駅として開業[1]。
- 1937年5月16日：元山駅方向に1.9km移転[2]。
- 1937年8月1日：江上里駅に改称[3]。